# Schmolde
Schmolde ist ein Ortsteil der Stadt Meyenburg im Landkreis Prignitz in Brandenburg.

## Geografie
Der Ort liegt vier Kilometer südöstlich von Meyenburg. Die Nachbarorte sind Schabernack im Norden, Griffenhagen und Buddenhagen im Nordosten, Freyenstein im Osten, Ausbau und Halenbeck im Südosten, Warnsdorf im Süden, Brügge, Brügge-Ausbau und Penzlin-Süd im Südwesten, Penzlin im Westen sowie Bergsoll im Nordwesten.